# 青蛙神
青蛙神（せいあじん、ちんわせん）は、中国の妖怪。ただ「青蛙」とも。蝦蟇仙人が従えている三本足の蟾蜍（ヒキガエル）の霊獣とされる。3本の内訳は前足が2本、後足が1本で、後足はお玉杓子の尾のように中央に付く。

## 概要
天災を予知する力を持つ霊獣もしくは神。大変に縁起の良い福の神とされ「青蛙将軍」、「金華将軍」などとも呼ばれる。道教徒の間で特に信仰されていた。
清の蒲松齢の小説『聊斎志異』にも登場する。日本では青蛙神を題材に岡本綺堂が『青蛙堂鬼談』を執筆し、彼の養子の岡本経一が創立した出版社は青蛙神にあやかって「青蛙房」と命名されている。
本来は、いぼを多く持つヒキガエル、いわゆる蝦蟇蛙がモデルであるが、名称からアオガエルと取り違えて描かれている例も見られる。

## 伝承
中国では月に青蛙神がいるとされている。蝦蟇仙人はこの三足の蛙を捕えるために、金貨で釣り上げて従えたといわれている。
家の庭先に青蛙神がでると、その家に金運があり、幸せが訪れるとも言われている。

## 岡本綺堂の青蛙神
綺堂は『青蛙堂鬼談』において、懇意にしていた小石川の文芸サロン「青蛙堂」主人から聞いた話として、「夏から秋に変わる頃杭州に現れるという金華将軍と呼ばれる三本足の青蛙（せいあ、霊力のあるガマガエルのこと）があり、これを酒とともに祀り、蛙の皮膚の色が青から黄、さらに赤に変色したら、盆に載せて湧金門外の金華太候の廟内にもっていくと蛙は姿を消し、その家には数日内にかならず獲るものがある」という伝説が阮葵生の『茶余客話』に登場するとし、青蛙堂主催の怪談会で披露された青蛙神にまつわる中国の怪談話（明の武人・張訓が祟られた話）を紹介している。